# Ghiacciaio Sharpend
Il ghiacciaio Sharpend è un ghiacciaio lungo circa 2,4 km situato nella regione centro-occidentale della Dipendenza di Ross, in Antartide. Il ghiacciaio, il cui punto più alto si trova a circa 1400 m s.l.m., si trova in particolare nella zona meridionale della dorsale Convoy, dove fluisce verso sud-est lungo il versante sud-orientale delle cime Staten Island, fino ad arrivare nella parte centro-settentrionale della valle Alatna, vicino al flusso del ghiacciaio Benson.

## Storia
Il ghiacciaio Sharpend è stato mappato dai membri di una spedizione del Programma Antartico della Nuova Zelanda, condotta dal 1989 al 1990 e comandata da Trevor Chinn, e così battezzato in virtù della sua conformazione, e in particolare del suo termine: in inglese, infatti, "sharp end" significa "termine affilato".